# Amt Löcknitz-Penkun
Amt Löcknitz-Penkun er et Amt i den sydøstlige del af Landkreis Vorpommern-Greifswald, i den tyske delstat Mecklenburg-Vorpommern. Det består af 13 kommuner, herunder byen Penkun og industriområdet Klar-See, og med administrationen beliggende i Löcknitz. Det er det sydøstligste hjørne af delstaten, og frænser mod øst til landet Polen og mod syd og sydvest til delstaten Brandenburg.
Amtet blev oprettet 1. juli 2004 ved en sammenlægning af de tidligere amter Löcknitz og Penkun.

## Kommuner i Amt Löcknitz-Penkun
Kommuner i amtet med bydele og landsbyer:
- Bergholz med Caselow
- Blankensee med Pampow og Freienstein
- Boock
- Glasow med Streithof
- Grambow med Neu-Grambow, Schwennenz, Sonnenberg og Ladenthin
- Krackow med Battinsthal, Schuckmannshöhe, Hohenholz, Lebehn og Kyritz
- Löcknitz og Gorkow
- Nadrensee med Pomellen
- Byen Penkun med Büssow, Kirchenfeld, Grünz, Radewitz, Sommersdorf, Neuhof, Storkow, Wollin og Friedefeld
- Plöwen med Wilhelmshof
- Ramin med Retzin, Schmagerow, Bismark, Gellin, Linken, Hohenfelde og Grenzdorf
- Rossow med Wetzenow
- Rothenklempenow med Dorotheenwalde, Mewegen, Glashütte og Grünhof

### Befolkningsudvikling i Amt Löcknitz-Penkun og deres kommuner
| Nr. | Kommune             | Areal      | Borgmester          | 2004   | 2005   | 2010   | 2015   |  |
| --- | ------------------- | ---------- | ------------------- | ------ | ------ | ------ | ------ |  |
| 1.  | Bergholz            | 21,69 km²  | Ulrich Kersten      | 412    | 411    | 387    | 342    |  |
| 2.  | Blankensee          | 34,21 km²  | Stefan Müller       | 590    | 591    | 543    | 572    |  |
| 3.  | Boock               | 12,90 km²  | Gunnar Mißling      | 649    | 634    | 603    | 581    |  |
| 4.  | Glasow              | 15,45 km²  | Reimund Sommer      | 188    | 183    | 170    | 150    |  |
| 5.  | Grambow             | 34,87 km²  | Mirko Ehmke         | 974    | 1.032  | 980    | 875    |  |
| 6.  | Krackow             | 44,04 km²  | Gerd Sauder         | 789    | 776    | 724    | 671    |  |
| 7.  | Löcknitz            | 22,69 km²  | Detlef Ebert        | 2.939  | 2.904  | 3.021  | 3.192  |  |
| --- | Mewegen             | (7,30 km²) | ---                 | 304    | ---    | ---    | ---    |  |
| 8.  | Nadrensee           | 20,71 km²  | Dorina Voß          | 352    | 341    | 363    | 377    |  |
| 9.  | Stadt Penkun        | 78,63 km²  | Bernd-Rudolf Netzel | 2.095  | 2.104  | 1.953  | 1.899  |  |
| 10. | Plöwen              | 15,05 km²  | Jean Sy             | 294    | 291    | 307    | 409    |  |
| 11. | Ramin               | 46,95 km²  | Reinhart Retzlaff   | 676    | 703    | 713    | 660    |  |
| 12. | Rossow              | 23,09 km²  | Edmund Gebner       | 531    | 517    | 462    | 440    |  |
| 13. | Rothenklempenow     | 58,07 km²  | Rainer Schulze      | 418    | 716    | 659    | 631    |  |
| A   | Amt Löcknitz-Penkun | 428,35 km² | Lutz-Michael Liskow | 11.211 | 11.203 | 10.885 | 10.799 |  |

Den tidligere selvstændige kommune Mewegen blev 1. januar 2005 indlemmet som en del af Rothenklempenow.